# Ricardo Dorado Janeiro
Ricardo Dorado Janeiro (La Coruña, 22 de febrero de 1907-Madrid, 28 de octubre de 1988) fue un compositor español. 

## Biografía
Comenzó a estudiar música en La Coruña, su ciudad natal. Se traslada posteriormente a Madrid, donde fue músico militar. Pasó por el Regimiento Zamora y después por el Regimiento Inmemorial. Perteneció al Cuerpo de Directores Militares, en el que alcanzó el empleo de comandante-director músico, el más alto que entonces existía en su escala. Estudió con maestros de la talla de Joaquín Turina y Manuel de Falla. En los últimos años de su carrera se dedicó principalmente a la enseñanza y la composición.

## Obra
Su obra es profusa y variada. Cultivó principalmente la música para banda creando numerosos pasodobles, marchas militares y marchas procesionales. También realizó varias bandas sonoras y revistas. Es principalmente recordado por su marcha lenta Mater Mea que se interpreta con asiduidad en España en Semana Santa.

### Óperas
- La Gitanilla

### Sainetes
- Los ases del barrio

### Marchas Militares
- San Marcial
- San Quintín
- Comandante Albillos
- Adelante Inmemorial
- Proa a la Mar
- La Legión del Aire (Los Paracaidistas)
- Himno del Ejército del Aire
- El Coronel
- Alborear
- Alegre Amanecer (diana)
- Cazadores de Montaña

### Marchas Procesionales
- La Piedad (1929)
- Getsemaní (1960)
- Mater Mea (1962)
- Cordero de Dios(1964)
- Altare Dei (1969)
- Hosanna (1969)
- Dominus Tecum
- Pax vobis
- Marcha fúnebre de Sors
- Chopín
- Dona Nobis Pacen
- El Buen Pastor
- Gloria al Señor
- Ora pro Nobis
- Oremos
- Tras el Calvario
- Santos Lugares

### Pasodobles
- Lucerito de Triana
- Fiesta en Sevilla
- El Tío Caniyitas
- Filigrana
- Ernesva (1971)
- Primores
- Ronda en Castilla
- Fiesta en la Aldea

### Revistas
- Todo para las mujeres
- Los celos de la Sole

### Bandas sonoras
- Historia de la Fiesta (Mariano Ozores, 1965)